# Alice L. Kibbe
Pour les articles homonymes, voir Kibbe.
 (mars 2023).
Si vous disposez d'ouvrages ou d'articles de référence ou si vous connaissez des sites web de qualité traitant du thème abordé ici, merci de compléter l'article en donnant les références utiles à sa vérifiabilité et en les liant à la section « Notes et références ».
Alice Lovina Kibbe (27 juin 1881 - 21 janvier 1969) est une botaniste américaine, professeure et présidente de la faculté de biologie du Carthage College à Carthage, Illinois, de 1920 à 1956. Elle est connue dans la région en tant qu'historienne naturelle, philanthrope et voyageuse, et pour son rôle en tant que première femme universitaire.

## Biographie
Elle est diplômée de l'école normale d'État, de l'université de Washington en 1910 avec un A.B. et en 1914 avec un M.A., et de l'université Cornell en 1920 avec un M.S. et en 1926 avec une thèse de doctorat intitulée "A Plant Survey of Hancock Co., Illinois".
Lorsque le Carthage College déménage en 1964, Kibbe retourne dans son État natal de Washington, consacrant une grande partie de sa propriété locale à un usage public. Son don d'une parcelle boisée sur le fleuve Mississippi près de Warsaw, dans l'Illinois, constitue le cœur de la station de recherche en sciences de la vie Alice L. Kibbe, d'une superficie de 7 kilomètres carrés, exploitée par l'université de l'Illinois occidental. Les vastes collections personnelles d'histoire naturelle du Dr Kibbe sont conservées au Kibbe Hancock Heritage Museum de Carthage.